# 急進運動
急進運動（きゅうしんうんどう、フランス語: Mouvement radical、 MR、正式名称：急進社会自由運動）は、かつて存在したフランスの社会自由主義政党である。「左翼・右翼のパラダイムの代替」を目指すとし、欧州連合に関しては欧州連邦主義を支持していた。

## 歴史
2017年12月10日、急進党と左翼急進党（PRG）を統合し誕生。2つの政党は、PRGが1972年に急進党から分離して以来分裂状態にあった。2018年11月9日、欧州自由民主同盟党に加入。同年6月18日には同性愛者団体「ゲイリブ」が加わった。
2019年2月、合流時に党首だったシルヴィア・ピネルなど、旧左翼急進党の一部の議員が、同年の欧州議会議員選挙における共和国前進との提携に異を唱えて離党。左翼急進党を再結成した。
2021年、党首のローラン・エナールが、急進運動は急進党に「再びなる」と述べ、事実上分裂した。

## 引用
1. ↑  Quinault-Maupoil, Tristan (2017年12月10日). “Les deux familles radicales scellent leur alliance” (フランス語). 2018年2月7日閲覧。
2. ↑  “Étiquette : Mouvement Radical Social Libéral la revue des vœux des leaders de toute la Droite” (フランス語). Dtom.fr (2018年1月6日). 2020年12月4日閲覧。
3. 1 2 3  “Après quarante-cinq ans de schisme, le Parti radical de gauche et le Parti radical valoisien se réunissent” (フランス語) (2017年12月10日). 2018年2月7日閲覧。
4. 1 2  “Les radicaux se retrouvent après 45 ans de séparation” (フランス語) (2017年12月9日). 2018年2月7日閲覧。
5. ↑  “Four new member parties join the ALDE Party”. ALDE Party (2018年11月9日). 2019年5月26日時点のオリジナルよりアーカイブ。2021年5月4日閲覧。
6. ↑  “Le Mouvement Radical / Social-Libéral s'associe avec GayLib – Mouvement Radical” (フランス語). lemouvementradical.fr. 2019年10月21日閲覧。
7. ↑  Tristan Quinault-Maupoil (2019年2月11日). “À gauche, les échéances électorales divisent les radicaux”. Le Figaro 2019年2月18日閲覧。